# Le Dernier Bohême
Pour plus de détails, voir Fiche technique et Distribution.
Le Dernier Bohême (en hongrois : Az utolsó bohém) est un film hongrois réalisé par Michael Curtiz en  1912. C'est le premier film de Curtiz en tant que réalisateur.

## Distribution
- Antal Nyáray
- Elemér Thury (en)
- Béla Bodonyi
- Zoltán Sipos